# Taio
Taio este o comună din provincia Trento, regiunea Trentino-Alto Adige, Italia, cu o populație de 3.019 locuitori și o suprafață de 11.31 km².

## Demografie
Format:Demografia/Taio